# Порт-Гамбл
Порт-Гамбл (англ. Port Gamble Reservation) — индейская резервация, расположенная на Северо-Западе США в западно-центральной части штата Вашингтон. Одна из трёх резерваций народа клаллам в США, другие — Лоуэр-Элва и Джеймстаун-С’Клаллам.

## История
Племя клаллам впервые вступило в контакт с европейцами в 1790 году. Глубокие культурные изменения последовали с  приходом евроамериканцев. Болезни, такие как оспа, от которой у индейцев не было иммунитета, опустошили население и социальную структуру клаллам. Записи Компании Гудзонова залива свидетельствуют о том, что в 1845 году насчитывалось около 1500 клаллам, а к 1853 году, когда была создана Территория Вашингтон, их число сократилось до 400. В 1855 году племя подписало договор с правительством США. Группа клаллам, проживающая на севере полуострова Китсап, отказалась переезжать в резервацию Скокомиш и осталась на своих землях.
В 1930-х годах порт-гамбл-клаллам обратились с петицией к федеральному правительству с просьбой признать их независимый племенной статус. В 1936 году правительство Соединённых Штатов приобрело участки земли, принадлежавшие Puget Mill Company, а в 1938 году на них была образована индейская резервация Порт-Гамбл.

## География
Резервация расположена в западно-центральной части штата Вашингтон на севере округа Китсап. Общая площадь резервации составляет 6,82 км². Штаб-квартира племени находится в статистически обособленной местности Кингстон.

## Демография
По данным федеральной переписи населения 2000 года в резервации проживало 916 человек.
В 2019 году в резервации проживало 634 человека. Расовый состав населения: белые — 69 чел., афроамериканцы — 1 чел., коренные американцы (индейцы США) — 442 чел., азиаты — 1 чел., океанийцы — 0 чел., представители других рас — 12 чел., представители двух или более рас — 109 человек. Плотность населения составляла 92,96 чел./км².

## Комментарии
1. ↑  Сам населённый пункт не входит в состав резервации, а является лишь штаб-квартирой племени.